# Maurycy Gottlieb
Maurycy Gottlieb (født 21. eller 28. februar 1856 i Drohobytj i Galicien, død 17. juli 1879 i Kraków) var en polsk-jødisk maler. Selv om han kun blev 23 år gammel, efterlod han sig omkring 300 billeder, de fleste alligevel ufuldendte.

## Liv
Allerede 15 år gammel begyndte han at studere malerkunst ved Akademie der bildenden Künste Wien. Siden rejste han til Kraków for at fortsætte studierne under Jan Matejko. På grund af medstudenternes antisemitisme forlod han Kraków efter mindre end et år, og rejste tilbage til Wien.
Selv om hans tidlige billeder gerne havde nationalistiske polske motiver, orienterede han sig snart mod jødiske temaer. Hans forældre havde i oplysningstidens ånd opdraget ham ikke-religiøst, men han ønskede at studere sine rødder i den jødiske kultur.
20 år gammel vandt han guldmedalje i en konkurrence i München for maleriet "Shylock og Jessica", efter en scene fra Shakespeares Købmanden i Venedig. Portrættet af Jessica viser Laura Rosenfeld, som Gottlieb ønskede at gifte sig med. Efter at han først havde blevet accepteret, blev hans frieri alligevel afvist, noget som bliver anset som grunden til hans selvmord. Da han hørte at Laura havde giftet sig med en anden, satte han sig ud i kulden og frøs ihjel.
Hans billede "Jesus prædiker i Kafarnaum" vækkede opsigt, fordi han malte Jesus som rabbiner med sidelokker og bedesjal.
Hans yngre bror Léopold Gottlieb, som også blev maler, blev født fem år efter Maurycys død.

## Eksterne links
- Wikimedia Commons har flere filer relateret til Maurycy Gottlieb